# Mittelschule 6 St. Peter
Die MS 6 St. Peter ist eine Mittelschule in Klagenfurt am Wörthersee.

## Pädagogische Arbeit, Ausstattung und Angebote
Die MS 6 St. Peter hat 9 Klassen der 5. bis 8. Schulstufe mit 215 Schülern (Stand: 2014/15).
Die Schule bietet außer dem obligatorischen Sprachunterricht in Englisch auch in Italienisch und vier südslawischen Sprachen, Slowenisch, Bosnisch, Kroatisch und Serbisch, an.
Im Jahr 2012 war die Schule für den Österreichischen Schulpreis nominiert.

## Soziales
Die Volkshilfe Kärnten, unterstützt von der Stadt Klagenfurt, bietet allen Kindern ein kostenloses Frühstück an. Diese helfen anschließend beim Spülen des Geschirrs. Dieses soziale Projekt stehe vor einem integrativen Hintergrund, so der Vizebürgermeister Jürgen Pfeiler und müsse auch im Lichte steigender Kinderarmut gesehen werden.